# Muriel Vayssier
Muriel Vayssier-Taussat est une microbiologiste française spécialiste des agents pathogènes transmis par les tiques,.

## Biographie
Muriel Vayssier soutient sa thèse de doctorat en écologie microbienne en 1997 à l'Université Claude-Bernard-Lyon-I. Elle effectue ensuite ses recherches post-doctorales à l'hôpital Cochin à Paris jusqu'en 1999, puis à la Harvard Medical School aux États-Unis. Elle rentre en France en 2001 et entre à l'Institut national de la recherche agronomique en tant que chercheuse sur les maladies vectorielles où elle commence à s'intéresse aux tiques. En 2005, elle obtient son habilitation à diriger des recherches à l'Université Paris-Est-Créteil-Val-de-Marne. En 2009, elle est cheffe de l'équipe Groupe Vectotiq (écologie des agents pathogènes vectorisés) au sein de l'unité mixte de recherche de biologie moléculaire et d’immunologie parasitaires (UMR BIPAR). Entre 2012 et 2014, elle est coordinatrice du projet Patho-ID à L'INRA.
Entre 2014 et 2018 elle fait partie du projet européen du centre européen de prévention et de contrôle des maladies « Guidance, data collection and advices on Tick borne diseases ». 
En 2017, elle est coordinatrice du projet OHTicks financé par l’agence nationale de la recherche. Le 1er avril 2017, elle est nommée cheffe du département de la santé animale de l'Institut national de la recherche agronomique. Elle a été membre d'un groupe de travail sur la borréliose de Lyme au Haut Conseil de la santé publique. Elle est également éditrice associée de la revue "frontiers in Microbioly" et enseigne depuis 2005 en cycle Master à l’Institut Pasteur.
En 2020, lors de la pandémie de maladie à coronavirus, elle fait partie du Comité analyse recherche et expertise (CARE), réunissant 12 scientifiques et médecins pour conseiller le gouvernement sur les traitements et les tests contre le SARS-CoV-2.